# Cuna de lobos
Cuna de lobos (magyarul: Farkasok bölcsője) egy mexikói telenovella, amit 1986 és 1987 készített a Televisa. A főszerepben Diana Bracho és Gonzalo Vega voltak, a gonosz szerepekben María Rubio, Alejandro Camacho, Rebecca Jones és Lilia Aragón voltak.

## Történet
Catalina Creel (María Rubio) és Carlos Larios (Raúl Meraz) házasok, akik a Creel-Larios gyógyszeripari konszern tulajdonosai. Két fiuk van: José Carlos (Gonzalo Vega) és Alejandro (Alejandro Camacho) . Catalina egy ravasz, zsarnok asszony, aki elhitette mindenkivel, hogy nagyobbik fia José Carlos gyerekkorában véletlenül kiszúrta jobb szemét, aminek helyét szemfedővel takarja le. Ám a valóságban ép a jobb szeme, csak Catalina ezzel zsarolja érzelmileg és láncolja magához fiát, akibe titkon szerelmes is.
Carlos egy nap meglátja Catalinát a szemfedő nélkül és ekkor lelepleződik számára felesége hazugsága. Emiatt meg akarja változtatni a végrendeletét, ám Catalina megmérgezi őt és meghal. Reinaldo Gutiérrez a Creel-Larios konszern egyik funkcionáriusa rájön, hogy Catalina megölte a főnökét, de Catalina megfenyegeti Reindalót hogy ha bárkinek beszél, akkor eléri, hogy őt gyanúsítják a gyilkossággal. A végrendelet kimondta, hogy a vállalatot a fiaik öröklik, abban az esetben, ha gyermeket nemzenek.
José Carlos szerencsejáték-függő és párkapcsolata sem alakul ki, mivel anyja, fia mindegyik szerelmét elmarja. Alejandro pedig ugyan megházasodott Vilmával (Rebecca Jones) , ám kiderül, hogy meddő. Alejandro így úgy dönt, hogy gonoszságból elcsábít egy szegény nőt, Leonora Navarrót (Diana Bracho) , aki egyben tanúja volt Carlos Larios halálának. Alejandro elmondja Leonorának hogy egyetlen célja, hogy teherbe ejtse őt, gyereke legyen és szert tehessen az örökségre. Ezt követően Alejandro megkéri Vilmát hogy színleljen terhességet és elhiteti vele, hogy örökbe fogadnak gyereket. Később Vilma rájön, hogy Leonora Alejandrótól terhes, aki azt hazudta feleségének, hogy Leonora hajlandó eladni nekik születendő gyerekét.
Alejandro elszállásolja az egyik családi villába Leonorát és a nő keresztanyját, Doña Esperanzát (Carmen Montejo) , ahol eljátsszák az alibi házasságukat. Az alibi felesége mellé orvost Dr. Frank Syndelt (Ramón Menéndez) és egy nővért, Rosalíát (Lilia Aragón) fogad fel, akik gondoskodnak arról, hogy Leonora terhessége rendben legyen.
Doña Esperanza hamarosan rájött, hogy Leonora mibe keveredett, de embóliát kapott és lebénult.
A szüléskor Leonorát Dr. Syndel és Rosalía nem létező szülészeti klinikájára viszik, ahová Vilmát is beviszik annak érdekében, hogy a szülését színlelni tudja. A tervekkel ellentétben a két nő megismerkedik a klinikán és Vilma rájön, hogy Leonora egy szerelmes nő, aki csúnyán átvert Alejandro. Ám Vilma nem tudja, hogy Catalina utasításba adta Dr. Syndelnek, hogy ölje meg Leonorát. Leonora a szülés után leüti Rosalíát és megmenekül. Ám elmegyógyintézetbe kerül, ideg összeroppanás miatt.
Egy évvel később Leonora elhagyja az intézetet és elhatározza, hogy bosszút áll Catalinán és Alejandrón emellett vissza akarja szerezni fiát, Edgárt. Mindent meg akar tudni Catalina sötét dolgairól, így kerül közel José Carloshoz, akibe szerelmes lesz. Leonora rájön, hogy José Carlos ugyanúgy elnyomás és a "farkasok" (Catalina és Alejandro) játékának áldozata....

## Szereposztás
- Diana Bracho - Leonora Navarro de Larios
- Gonzalo Vega - José Carlos Larios Creel
- María Rubio - Catalina Creel Vda. de Larios
- Alejandro Camacho - Alejandro Larios Creel
- Rebecca Jones - Vilma De la Fuente de Larios
- Raúl Meraz - Carlos Larios
- Carmen Montejo - Esperanza Mandujano
- Rosa María Bianchi - Bertha Moscoso/Michelle Albán
- Carlos Camara - Reynaldo Gutiérrez
- Humberto Elizondo - Norberto Suárez
- Lilia Aragón - Rosalía Mendoza
- Josefina Echánove - Elvia San Germán Vda. de Núñez
- Lourdes Canale - Carmen Alicia Macías Acuña "Carmelita"
- Magda Karina - Lucero Espejel
- Margarita Isabel - Elena de Cifuentes
- Roberto Vander - Julio Cifuentes
- Enrique Muñoz - Licenciado Curiel
- José Angel Espinoza - Braulio Navarro
- Ramón Menéndez - Dr. Frank Syndell
- Jorge Fegan - Mario Escudero
- Miguel Gómez Checa - Justo Terán
- Edna Bolkan - Paulina Pedrero Alemparte
- Luis Rivera - Mauricio Bermúdez
- Queta Carrasco - Sra. Moscoso, abuela de Bertha
- Wally Barrón - Comandante Luna
- Blanca Torres - Cleotilde de Terán
- Emilio Guerrero - Controlador Aéreo
- Eduardo Alcántara - Melecio
- Carmen Amezcua - Camarero
- Edmundo Barahona - Trejo
- Carlos Bonavides - Leonardo Sánchez
- Carlos Pouliot - Edgar De la Fuente
- Ana Bertha Espín - Mayra
- Enrique Hidalgo - Esteban Gamboa
- Humberto Valdepeña - Dr. Mendiola
- Ricardo Ledezma - Pancho
- Maricruz Nájera - Vda. de Gutiérrez
- Oralia Olvera - Rocío
- Gerardo Mayol - Gómez
- Mercedes Pascual - Olga Van Der Sandt de De la Fuente
- César Árias - Sr. Juárez
- Enrique Reyes - Padre Montalvo
- Santiago Gil Olmos - Edgar Larios De la Fuente / Braulio Larios Navarro
- Alfonso Obregón - Rendőrfelügyelő
- Jorge Santos - Rendőrfelügyelő
- Lucía Paillés - Cseléd
- Cynthia Riveroll - Ornela
- Carlos Petrel - Sr. Guillermo Pedrero

## TVyNovelas-díj1987
| Kategória                      | Jelölt                        | Eredmény  |
| ------------------------------ | ----------------------------- | --------- |
| Legjobb telenovella            | Carlos Téllez                 | Nyertes   |
| Legjobb női főszereplő         | Diana Bracho                  | Nyertes   |
| Legjobb férfi főszereplő       | Gonzalo Vega                  | Nyertes   |
| Legjobb női főgonosz           | María Rubio                   | Nyertes   |
| Legjobb női főgonosz           | Lilia Aragón                  | Jelöltség |
| Legjobb férfi főgonosz         | Alejandro Camacho             | Nyertes   |
| Legjobb női színész            | María Rubio                   | Nyertes   |
| Legjobb női színész            | Carmen Montejo                | Jelöltség |
| Legjobb női főmellékszereplő   | Rosa María Bianchi            | Jelöltség |
| Legjobb férfi főmellékszereplő | Humberto Elizondo             | Nyertes   |
| Legjobb forgatókönyv           | Carlos Olmos                  | Nyertes   |
| Legjobb rendező                | Carlos Téllez Antonio Acevedo | Nyertesek |

## Érdekességek
- A főcímben egy erdő jelenik meg, ahol egy farkasfalkát mutatnak be.[3]
- Ana Bertha Espín és Roberto Vander később együtt szerepelt a Rubi, az elbűvölő szörnyetegben.
- María Rubio, Alejandro Camacho és Rebecca Jones később együtt szerepelt az Imperio de cristial című telenovellában.
- Humberto Elizondo és Diana Bracho később együtt szerepelt az El vuelo de águila című telenovellában.
- María Rubio és Roberto Vander később együtt szerepelt a Salomében.
- Minden idők egyik legnépszerűbb mexikói telenovellakén tartják számon a sorozatot. A sorozat nézettsége több mint 50 ratingpont volt, amit azóta egy mexikói telenovellának sem sikerült felülmúlnia. [4]
- 2019-ben elkészült a telenovella remakeje, ugyanazzal a címmel. A főszereplő Paz Vega lett.